# Universidade Autônoma de Guadalajara

A Universidade Autônoma de Guadalajara é a primeira universidade privada do México, e venha ter sido fundada em 1935. 

## Historia
Foi fundada em 3 de março de 1935 por um movimento estudantil que se resistia a imposição da educação socialista do governo de Lázaro Cárdenas.  Hoje em dia a UAG mantém grande influencia de estudantes estrangeiros (América do Sul, Canadá, Porto Rico e Estados Unidos), sobre tudo na escola de idiomas e em sua faculdade de Medicina.
Os fundadores da Universidade Autônoma de Guadalajara foram (entre muitos mais):
- Carlos Cuesta Gallardo, presidente da Federação de Estudantes de Jalisco em 1934 e 1935
- Antonio Leaño Álvarez del Castillo, diretor da FEJ em 1934 e 1935
- Ángel Leaño Álvarez del Castillo, vice-presidente da FEJ, fundadora da UAG.
- Dionisio Fernández, diretor da FEJ em 1934 e 1935

## Faculdade de Medicina
A Faculdade de Medicina da UAG é a mais antiga das escolas de medicina privadas no México. 
Foi fundada ao mesmo tempo em que a UAG iniciando-se as primeiras classes em 5 de junho de 1935 e sendo sua residência original na Avenida Tolsá, em Guadalajara, no edifício doado pelo Sr. Ramón Garibay, que posteriormente se converteu em hospital universitário e onde se utiliza como tal. Este hospital leva o nome de seu benfeitor.
Em 1963, os cursos de ciências básicas da Faculdade de Medicina foram transferidas para Lomas do Vale, onde se localiza o Instituto de Ciências Biológicas. Os cursos clínicos continuavam no Hospital Ramón Garibay. Mais tarde, em 1974, o segundo hospital universitário foi inaugurado. Este hospital leva o nome de um dos fundadores mais destacados da Universidade, o Dr. Angel Leaño. Foi desenhado com requerimentos especiais para os diferentes tipos de aprendizagem, que ofereceram novas facilidades para os estudantes durante seus semestres clínicos.

## Autoridades
Lic. Antonio Leaño Álvarez del Castillo: Reitor Vitálicio

Lic. Antonio Leaño Reyes: Rector

Lic. Antonio Leaño del Castillo: Vice-reitor financeiro

Dr. Nestor Velázco Pérez: Vice-reitor acadêmico

Lic. José Humberto López Delgadillo: Secretario Geral

## Campus
A sede principal da Universidade Autônoma de Guadalajara é a Cidade Universitária, localizada no município de Zapopan; em cujo lugar se encontra a reitoria e a maioria das carreiras que são ensinadas.
Contam também com o Instituto de Ciências Biológicas, UAG campus Santa Anita, UAG Campus Tepic, UAG Campus Tabasco, o sistema de educação básica e media José Vasconcelos, na Baixa Califórnia, e a primaria Antonio Caso.